# Kalij IV
Kalij IV (biał. Калій ІV; ros. Калий IV; dosł. Potas IV) – stacja kolejowa w pobliżu miejscowości Masty, w rejonie lubańskim, w obwodzie mińskim, na Białorusi. Leży na odnodze linii Słuck – Soligorsk.
Obsługuje kopalnię soli potasowej Soligorsk 4, obok której jest położona.